# Obred posvojenja
Obred posvojenja (fran. Rite d'adoption) bio je obred u slobodnom zidarstvu koji se pojavio u Francuskoj u 18. stoljeću. Prakticirale su ga ženske lože pod nadzorom muških loža i poznate kao "lože posvojenja". Postojao je isključivo unutar masonerije posvojenja ili masonerije za dame, koja je doživjela razvoj prvenstveno u Francuskoj, ali i u Europi tijekom 18. i 19. stoljeća.

## Povijest
Masonerija posvojenja (Maçonnerie d'adoption), ili masonerije za dame (Maçonnerie des Dames), pojavila se u Francuskoj početkom 18. stoljeća kao naziv za mješovitu ili žensku praksu slobodnog zidarstva. Pod nadzorom muških obedijencija, Obred posvojenja provodio se unutar posebnih loža i po istoimenom obredu. Obredi iz 18. stoljeća nisu bili zabavni sadržaji niti parodije na slobodnozidarske običaje, već su od samog početka 1740-ih bili dio razvoja slobodnog zidarstva. Ti su obredi istraživali složene teme i problematiku sličnu onoj u tadašnjem Škotskom obredu. Neki elementi obreda posvojenja inspirirani su tradicijom i inicijacijskim praksama Kraljevskog reda Škotske.
Najstariji službeni zapis o obredu datira iz 1761. godine, pod nazivom "masonerija za dame"  ili "masonerija posvojenja, prema grofu od Clermonta, velikom meštru Velike lože Francuske", a obred je podijeljen u četiri stupnja. Rukopisi rituala markiza de Gagesa, čija se loža nalazila u Monsu u Austrijskoj Nizozemskoj, datiraju iz 1767. godine.

## Opis
Obredi masonerije posvojenja klasificiraju se u nekoliko glavnih skupina:
- Jednostavni: "Clermont" (Clermont), "Veliki orijent" (Grand Orient) i "Treća tradicija" (Troisième Tradition).
- Mješoviti: "Veliki orijent i Clermont" (Clermont) te "Veliki orijent i Treća tradicija" (Clermont).

Obred posvojenja razlikuje se od muških obreda jer se ne temelje na gradnji Hrama, već na drugim temama, uključujući Babilonsku kulu u prvom stupnju, Rajski vrt u drugom stupnju te Potop u trećem stupnju. Ove teme izravno se odnose na prve poglavlja Knjige Postanka. Korištenje biblijskih narativa u obredu usvajanja potvrđeno je, između ostalog, analizom ženskih masonskih pregača od oslikane kože iz Napoleonskog doba. Najpoznatiji simboli masonerije posvojenja su Drvo spoznaje, Noina arka i Jakovljeve ljestve. Iako se obredi razlikuju, žene su također nosile pregaču i rukavice poput svojih muških kolega.
Uz tri simbolična stupnja, masonerije posvojenja razvila je i specifične sustave visokih stupnjeva. Nije, međutim, potvrđeno da su ti sustavi postojali izvan zapisa obreda. Među temama visokih stupnjeva, ritual poznat pod nazivom "Princeza od krune" s tematikom Kraljice od Sabe, zauzimao je vrh ljestvice od deset stupnjeva, koja je zabilježena krajem 18. stoljeća.